# せとうち観光専門職短期大学
せとうち観光専門職短期大学（せとうちかんこうせんもんしょくたんきだいがく、英語: Setouchi Vocational College of Tourism）は、香川県高松市屋島西町2366-1に本部を置く日本の私立専門職短期大学である。略称は「せと短」。瀬戸内地方としては1945年の広島電鉄家政女学校廃校以来の鉄道学校であり、四国唯一の鉄道学校でもある。

## 概観

### 大学全体
- 香川県高松市に所在する日本の私立専門職短期大学で、設置主体は学校法人穴吹学園[1]
- 2021年に開学。日本初の観光分野における専門職短期大学である[2]。2019年10月に文部科学省へ設置認可申請を行い、2020年10月23日付で設置が認可された[3][4]。キャンパスは高松テルサの跡地を改築して設置されている[5][6][7]。一般の短期大学における短期大学士の学位に代わり、「観光短期大学士（専門職）」の学位が授与される[8]。

### 建学の精神
- 観光と社会や人類との関わりを深く探究し、観光を通じて、地域社会の発展と諸外国との交流と共生に貢献する人材を育成する[9]。

## 基礎データ

### 交通アクセス
- JR高松駅・ことでん琴平線高松築港駅から路線バスで約20分
- ことでん琴平線瓦町駅から路線バスで約30分
- ことでん沖松島駅・潟元駅から徒歩約20分

### 所在地
- 香川県高松市屋島西町2366-1

### 象徴
- ホームページを参照のこと。

## 沿革
（沿革の出典は公式サイト）
- 2019年
  - 10月22日 文部科学省に設置認可の申請を行う。
- 2020年
  - 10月23日 左記を以て専門職短期大学の設置がより文部科学省認可される[10]。
- 2020年
  - 12月 高松市と連携・協力に関する包括協定締結。
- 2021年
  - 4月1日 せとうち観光専門職短期大学が以下の学科体制にて開学[注 1]。
    - 観光振興学科 入学定員80名
- 2024年
  - 4月1日
    - 観光振興学科の入学定員を80→40に減員[1]。
    - 安村克己が学長就任[14]。

## 教育及び研究

### 学科
- 観光振興学科（3年制）[9] -入学定員 40名[1]

### 附属機関
- キャンパス内にせとうち観光学研究所が設置されており、せとうち観光専門職短期大学紀要の発行や出張キャンパスが開催されている[15]。

### 研究
- 『観光振興研究』[16]